# Bitva u Pelagonie
Bitva u Pelagonie se odehrála v září roku 1259, mezi Nikájským císařstvím, které zde stálo proti knížectví Achajskému, despotátu Epirskému a království Sicilskému. Byla to rozhodující událost v dějinách Blízkého východu, která byla předzvěstí byzantského znovudobytí Konstantinopole a konce Latinského císařství.
Nikájský císař Theodoros II. Laskaris zemřel roku 1258 a jeho nástupcem se stal jeho nezletilý syn Jan IV. Dukas Laskaris, jehož regentem a spolucísařem se stal Michael VIII. Palaiologos, který se snažil o obnovu Byzantského císařství. V roce 1259 se achájský kníže Vilém II. z Villehardouinu oženil s dcerou epirského despoty Michaela II. a upevnili tak spolu spojenectví proti Nikáji. S nimi se spojil také sicilský král Manfred, který jim poslal 400 rytířů.
Tak roku 1259 Nikáju napadla Thesálie ve spojení s Achájou a Epirem. Společně postupovali na sever, aby vyplenili evropská území patřící Nikájskému císařství. V čele byzantské armády vyrazili bratr císaře Michaela – Jan Palailogos a Theodoros Dukas, bratr epirského despoty Michaela. Podle francouzské kroniky Morea, sestávala nikájská armáda hlavně z tureckých žoldnéřů a žoldnéřů mnoha dalších národností, avšak počet celkové armády může být lehce nadsazen. Theodoros Dukas shromáždil místní rolníky a se svou armádou rozbil tábor na kopcích, aby měl výhled do krajiny. Theodor pak poslal k Michaelovi II. falešného dezertéra, aby roznesl zprávy o tom, jak jsou nikájské síly velké a také ho obvinil z útoku na člena své rodiny. Vévoda z Korutan, který zde stál také v čele 300 Němců, nevěřil dezertérovi a přesvědčil Achájské, aby zůstali na bojišti. Michael II. zatím v noci přeběhl na stranu Nikáje, podle Georgose Pachymera proto, že se jeho nemanželský syn Jan pohádal s Vilémem.

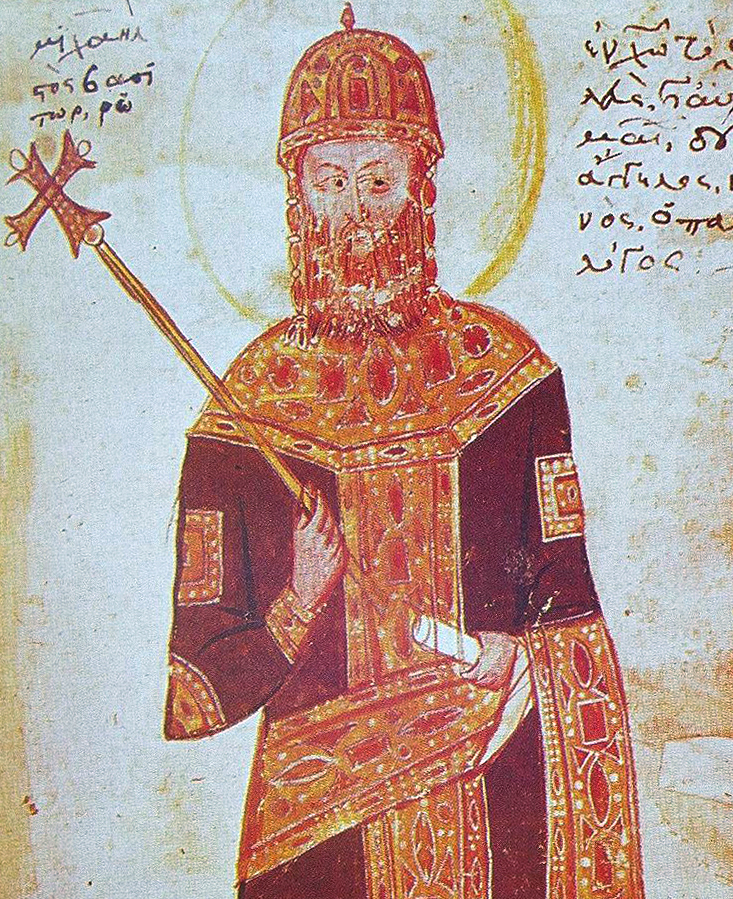
Michael VIII., obnovitel Byzantské říše

Druhý den vévoda korutanský se svými oddíly napadl své rodáky na straně Nikáji, avšak padl v boji. Maďarští lučištníci pak postříleli koně na achájské straně, jejichž rytíři byli bez koní bezbranní. Achájští pěšáci se rozprchli a rytíři se vzdali. Vilém byl zajat a předveden před Jana Palailoga, poté se musel vzdát své klíčové pevnosti Mystras na Peloponésu, než byl propuštěn.
Jan Palailogos pokračoval v tažení až k Thébám. Achájské knížectví, které bylo po čtvrté křížové výpravě v Řecku nejmocnějším státním útvarem, se nyní stalo vazalem. Nejmocnějším franským státem se nyní stalo Athénské vévodství. A Michael VIII. mohl nyní naplánovat převzetí Konstantinopole.
Problém kroniky Morea je její tvrzení o přítomnosti vévody z Korutan, tehdejším vévodou byl Oldřich III. a ten vládl ještě mnoho let po bitvě. Zřejmě se jednalo o fiktivní postavu, která měla být protiváhou k achájskému knížeti.